# Лі Ток Хі (тенісистка)
Лі Ток Хі (нар. 13 липня 1953) — колишня південнокорейська тенісистка.
Найвищу одиночну позицію світового рейтингу — 47 місце досягла 31 січня 1983 року.
Здобула 1 одиночний титул туру WTA.
Найвищим досягненням на турнірах Великого шолома було 4 коло в одиночному розряді.
Завершила кар'єру 1983 року.

## Фінали Туру WTA

### Одиночний розряд (1-0)
| Результат | Дата         | Турнір          | Рівень  | Покриття | Суперниця    | Рахунок  |
| --------- | ------------ | --------------- | ------- | -------- | ------------ | -------- |
| Перемога  | Січень, 1982 | Форт-Маєрс, США | $50,000 | Тверде   | Івонн Вермак | 6–0, 6–3 |